# Opălčenska (metropolitana di Sofia)
Opălčenska è una stazione delle linee M1 e M4 della metropolitana di Sofia.
La stazione fu inaugurata il 17 settembre 1999 in sotterranea, in prossimità di Todor Aleksandrov tra Opulchenska e Otets Paisiy. È presente inoltre in prossimità della stazione anche un McDonald's. Nell'area metropolitana si trovano anche il National Insurance Institute e il Mall di Sofia.

## Interscambi
Nelle vicinanze della stazione effettuano fermata alcune linee urbane di superficie, tranviarie ed automobilistiche.
- Fermata tram (linee 20, 22)
- Fermata filobus linee 1, 5 e 7
- Fermata autobus linea 74